# Southend-on-Sea

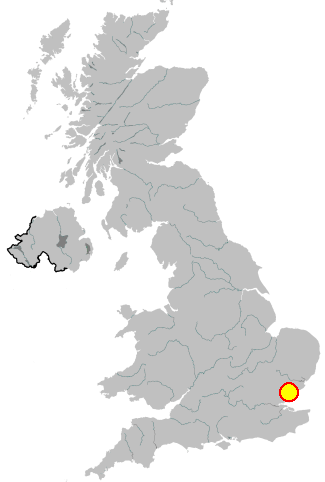
Southend-on-Sea ligger precis vid mynningen till Themsen.

Southend-on-Sea är en stad (city) i grevskapet Essex i södra England. Den utgör kommunen City of Southend-on-Sea. Staden ligger vid Themsens utlopp i Nordsjön. Staden har ett rikt nöjesliv och speciellt spel och spelhallar är berömt i staden. Staden har även Storbritanniens längsta brygga på lite mer än två km, vilken även räknas som världens största nöjesbrygga.

## Historia
Southends historia börjar redan under romarnas tid under år 0–400 när de ockuperade området norr om Themsen för att bygga upp en civilisation. Efter romarnas återtåg grundades byn Prittlewell av anglosaxiska invandrare under åren 500–850 e.Kr. och under 600-talet byggdes den första kyrkan i byn kallad St. Marys Church. Runt 1240-talet byggs även Southhall Church som snart skulle ge namn till området som nu hade växt sig mycket större. 
År 1481 dokumenterades det nya namnet Southend för första gången som den gamla engelska namnformen Sowthende. Det område som avsågs var i stort sett den södra delen av det fallna Prittlewell. Även de omliggande områdena Westcliffe och Leigh nämns. År 1786 nämns för första gången Southends badstränder och turismen ökar i staden vilket leder till att efterfrågan för ett nytt hotell började. Stadens största hotell, Royal Hotel & Terrace byggs. Stadens rykte bättrades på ytterligare år 1801 när prinsessan Charlotte Augusta av Wales besökte staden för att bada i havet. 
År 1835 var dock ett av de viktigaste datumen i stadens historia då dess stolthet, den över två km långa bryggan, stod färdigbyggd. 1856 ökades även Southends kontakt med London då den första järnvägen byggdes som gick direkt till London. 
Southend blev en borough 1892. Denna kommunala enhet omfattade de samhällen som förut var delar av den gamla byn Prittlewell, förutom Southend även till exempel Westcliff-on-Sea. Leigh-on-Sea inkorporerades 1913 vilket ökade befolkningen i boroughen till 82 000. 
I oktober 2003 hittades även lämningar och en gravkammare för en gammal anglosaxisk kung i området Priory Crescent. 

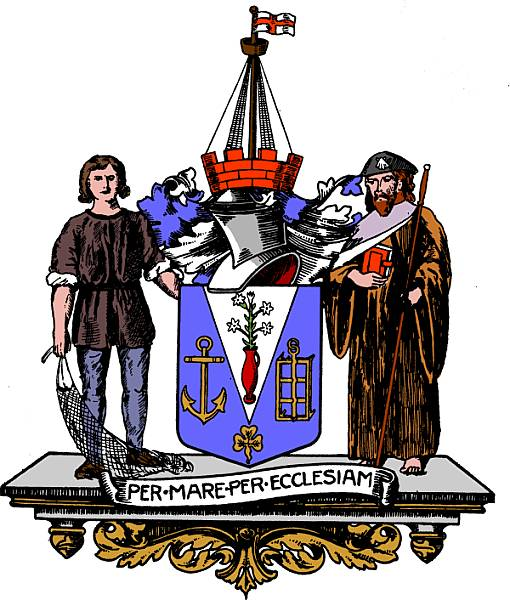
Southend-on-Seas stadsvapen.

År 2022 så fick kommunen status som city

## Bryggan
Bryggan, som är Southends stolthet, stod färdig 1835. Den är på 2158 meter Storbritanniens längsta brygga och världens längsta nöjesbrygga. Bryggan har brunnit ner två gånger sedan den byggdes, första gången i juli 1976 och andra gången 9 oktober 2005. Efter den andra branden återuppbyggdes bryggan och öppnades för allmänheten igen i augusti 2006. Man kan åka tåg ut till slutet av bryggan. 

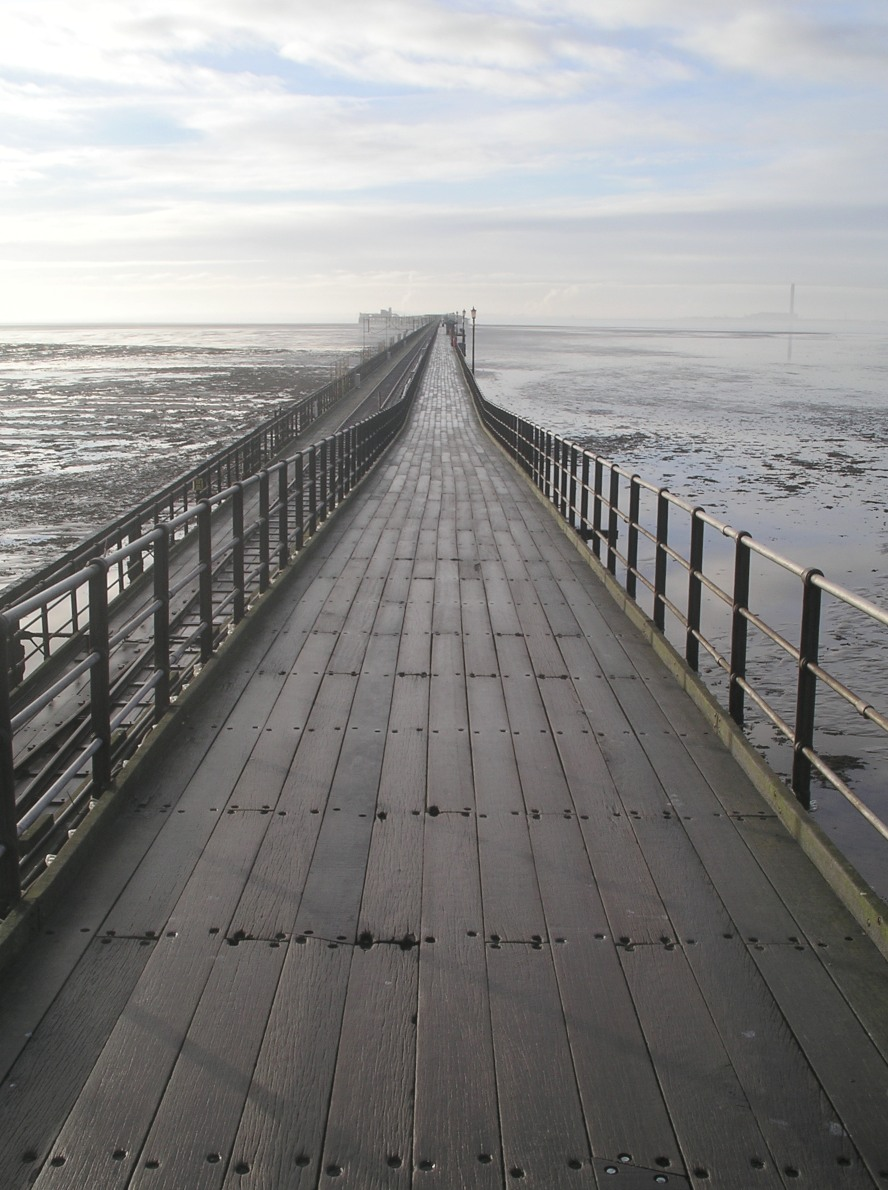
Vy över bryggan.

## Nöjesliv och turism
Under 1960- och 1970-talen gick många färjelinjer från Nederländerna och Belgien till Southend-on-Sea där resans mål var stadens stora shoppingcenter.
Den största vägen i stan går rakt förbi de cirka tolv km långa stränderna där tidvattnet ibland kan variera mellan ebb och flod på bara några minuter. 
Southend-on-Sea är som ett Las Vegas i miniformat för barn. Stora vägen som går precis jämte Themsens utlopp ligger spelhallarna på rad jämte varandra och de blinkande skyltarna är igång hela nätterna. Barnen kan spela i de här spelhallarna där det även finns spelautomater för vuxna. Det finns även två kasinon i stan. En precis på gränsen mellan Southend-on-Sea och Westcliff-on-Sea, som i stort sett sitter ihop med Southend-on-Sea, och en lite längre bort från centrum på Lucy Road. Lucy Road är känt för alla nattklubbar och discon som ligger på just den här vägen. 
Bilsport är även en stor grej i Southend-on-Sea och det är många unga killar som kör runt i centrum med bilar som de själva byggt om och stylat. Ibland stängs stora strandvägen av för att bilarna ska få köra "laglig" streetrace. 
En gång om året hålls även en luftshow med brittiska flyget. Staden har även en nöjespark, Adventure Island, med åkattraktioner för både barn och vuxna som hålls öppet under sommaren.